# Кастельвенере
Кастельвенере (італ. Castelvenere) — муніципалітет в Італії, у регіоні Кампанія,  провінція Беневенто.
Кастельвенере розташоване на відстані близько 190 км на південний схід від Рима, 55 км на північний схід від Неаполя, 23 км на північний захід від Беневенто.
Населення — 2577 осіб (2014).
Щорічний фестиваль відбувається 19 лютого. Покровитель — San Barbato.

## Демографія
Населення за роками:

Станом на 1 січня 2023 року в муніципалітеті офіційно проживало 66 іноземців з 15 країн, серед них 21 громадянин країн Євросоюзу та 16 громадян України.

## Сусідні муніципалітети
- Гуардія-Санфрамонді
- Сан-Лоренцелло
- Сан-Сальваторе-Телезіно
- Солопака
- Телезе-Терме